# Cratoptera fenestraria
Cratoptera fenestraria là một loài bướm đêm trong họ Geometridae.